# Vincenzo Miri
Vincenzo Miri (Termoli, 16 gennaio 1983) è un giurista e avvocato italiano, specializzato in diritto di famiglia e delle successioni e nella tutela dei diritti civili e delle persone omosessuali, bisessuali, transgender e intersessuali. Dal 30 maggio 2020 è presidente dell'associazione Rete Lenford - Avvocatura per i diritti LGBTI+.

## Biografia
Vastese, ha conseguito la laurea in Giurisprudenza presso l'Università Luiss Guido Carli e il dottorato di ricerca presso l'Università degli Studi di Roma "La Sapienza", specializzandosi in diritto civile. Dopo l'abilitazione alla professione forense, si è iscritto all'Ordine degli Avvocati di Roma, iniziando la propria attività nel contenzioso civile e commerciale con un'attenzione particolare al diritto delle successioni, di famiglia e alle tematiche LGBTI.
È entrato in Rete Lenford - Avvocatura per i diritti LGBTI+ nel 2014 e ne ha assunto la presidenza il 30 maggio 2020. In qualità di presidente ha coordinato il Consiglio esecutivo, le strategie di contenzioso nazionale e le attività di advocacy presso istituzioni nazionali ed europee.
Nel corso della sua carriera ha assunto il patrocinio di numerose cause pilota, contribuendo a orientare la giurisprudenza italiana sia sul versante della lotta alle discriminazioni basate sull'orientamento sessuale, sia su quello del riconoscimento delle famiglie con genitori omosessuali.
A seguito dell'introduzione del decreto del ministero dell'interno Matteo Salvini del 31 gennaio 2019, che ha imposto la dicitura "padre" e "madre" sulle carte di identità elettroniche dei minorenni, ha assistito coppie di madri già legalmente riconosciute dallo Stato, nei procedimenti volti a declarare la disapplicazione del decreto, ottenendo sentenze favorevoli anche dalla Corte di Cassazione.
Tra le sue battaglie più significative figura il patrocinio di cause in materia di unioni civili e di ricorsi volti a ottenere la trascrizione di adozioni pronunciate all’estero in favore di coppie di donne o di uomini e il riconoscimento dei figli nati all'estero e in Italia a seguito di progetti genitoriali condivisi da due donne e realizzati mediante tecniche di procreazione medicalmente assistita vietate in Italia.
Ha patrocinato avanti la Corte costituzionale la controversia che ha portato alla declaratoria di incostituzionalità dell'art. 8 della Legge 40/2004, nella parte in cui escludeva la possibilità per la madre intenzionale lesbica dal riconoscimento del figlio della partner, nato da fecondazione eterologa realizzata all'estero. Fino a quel momento il riconoscimento dei figli avveniva per il tramite del procedimento di adozione in casi particolari (la cosiddetta stepchild adoption), dichiarato dalla Corte costituzionale strutturalmente inadeguato ad assicurare la tutela degli interessi del nato.
È stato audito, presso la Camera dei deputati e presso il Senato della Repubblica, nell'ambito delle audizioni relative ai disegni di legge volti alla regolamentazione delle unioni civili tra persone dello stesso sesso, all'introduzione di modifiche agli articoli 604-bis e 604-ter del codice penale in materia di violenza o discriminazione per motivi di orientamento sessuale o identità di genere, alla proposta di Regolamento del Consiglio dell'Unione Europea relativo al riconoscimento delle decisioni in materia di filiazione e alla creazione di un certificato europeo di filiazione, nonché alla proposta di legge relativa alla perseguibilità del reato di surrogazione di maternità commesso all'estero da cittadino italiano. È stato audito presso il Consiglio regionale del Lazio quale esperto intorno alla proposta di legge regionale relativa alla istituzione del fattore famiglia.
È autore di articoli e saggi pubblicati su riviste giuridiche italiane e internazionali in materia di diritto civile, unioni civili e diritti delle coppie omosessuali, adozioni omogenitoriali, libertà di espressione e tutela antidiscriminatoria.